# 約翰遜縣 (內布拉斯加州)
約翰遜縣（英語：Johnson County）是美國內布拉斯加州東南部的一個縣。面積976平方公里。根據美國2000年人口普查，共有人口4,478人。縣治特庫賽 (Tecumseh)。
成立於1857年9月7日。縣名以副總統理察·M·詹森 (曾任代表肯塔基州的眾議員、參議員)命名。